# Zisterzienserinnenabtei Marenx
Die Zisterzienserinnenabtei Marenx (auch: Marens oder Mareux) war von 1159 bis 1442 ein Kloster der Zisterzienserinnen in Carla-Bayle, einer Gemeinde im Département Ariège in  Frankreich.

## Geschichte
In der Anfangszeit des Zisterzienserordens kam es im 12. Jahrhundert bei der Gründung von Männerklöstern oft zur benachbarten Gründung von Frauenklöstern für die weiblichen Familienangehörigen, die sich ebenfalls berufen fühlten. So erklärt sich auch 1159 in 20 Kilometer Entfernung die Gründung eines Nonnenklosters durch Kloster Boulbonne. Der Bischof von Toulouse, Raymond de Lautrec (1140–1163),  erlaubte die Übernahme der schon bestehenden Kirche Saint-Géniès zur Gründung des Klosters Notre-Dame de Marenx (lateinisch: Marenxum, später: Marens, irrtümlich auch Mareux), nördlich der heutigen Gemeinde Carla-Bayle (in der Gemarkung Mestropey).  Zwar lag noch näher als Boulbonne die Zisterzienserabtei Calers, doch gehörte sie zu einer anderen Filiation und war weniger reich. Kloster Marens bestand bis 1442. Dann wurde es aufgelöst, seine Güter in Boulbonne einverleibt. Die Kirche wurde 1635 zerstört. Heute erinnern nur noch Weiler- (Marens) und Hofnamen (St. Géniès, St. Genes) an das Kloster und seine Kirche.